# Amreli
Amreli est une ville d'Inde située dans le district d'Amreli, dans l'État du Gujarat, au nord-ouest du pays. En 2011, elle comptait 190 243 habitants.

## Source
- (en) Cet article est partiellement ou en totalité issu de l’article de Wikipédia en anglais intitulé « Amreli » (voir la liste des auteurs).